# Louis Le Leannec
Louis Le Leannec est un homme politique français né le 27 mai 1889 à Caudan (Morbihan) et décédé le 18 août 1959 à Nogent-sur-Marne (Seine-et-Oise)

## Biographie
Agriculteur, président de la Chambre d'agriculture du Morbihan depuis 1928, il est maire de Caudan quand il est élu sénateur du Morbihan en 1948. Réélu en 1952 et 1958, il est battu en 1959 et meurt quelques mois plus tard. Il siège dans le groupe des Républicains indépendants.

## Distinctions
- Chevalier de la Légion d'honneur (30 juin 1938)[1]
- Croix de guerre 1914–1918